# Francis James Child

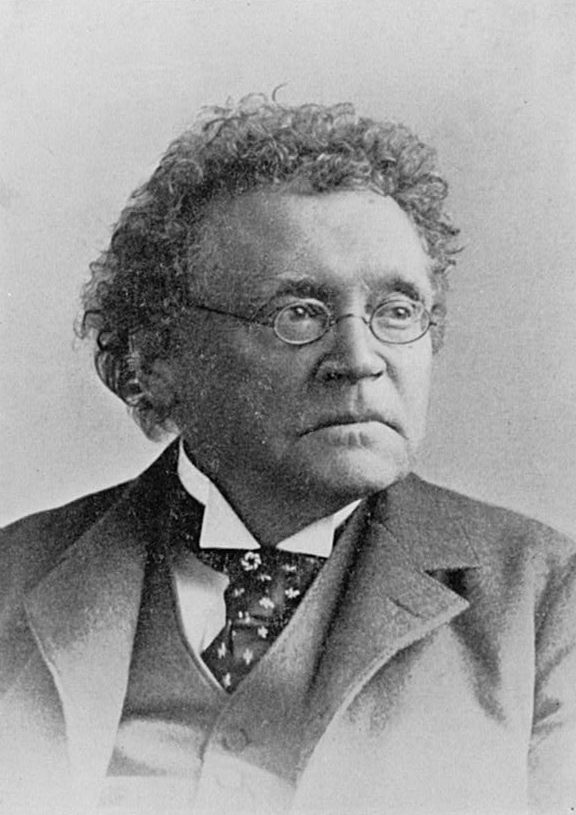
Francis James Child

Francis James Child (* 1. Februar 1825 in Boston, Massachusetts; † 11. September 1896 ebenda) war ein US-amerikanischer Philologe und Volkskundler.
Child war seit seinem 26. Lebensjahr Professor für Rhetorik und Redekunst an der Harvard University. Bekannt wurde er als Sammler von gut 300 volkstümlichen Balladen, die unter dem Titel The English and Scottish Popular Ballads herauskamen.

## Leben
Child wurde als drittes von insgesamt acht Kindern des Segelmachers Joseph Child und seiner Frau Mary James Child in Boston geboren. Er besuchte das Harvard College, absolvierte ein Studium und war zunächst von 1846 bis 1848 Tutor für Mathematik und 1849 für Geschichte und politische Ökonomie. Er lieh sich Geld für eine Reise nach Europa, ließ sich beurlauben und studierte von 1849 bis 1851 in Berlin und Philosophie und germanische Philologie an der Universität Göttingen.
Nach seiner Rückkehr wurde Child 1851 als Nachfolger von  Edward Tyrrel Channing (1790–1856) zum „Boylston Professor“ ernannt. 1855 wurde er in die American Academy of Arts and Sciences gewählt.
Er betätigte sich als Generalherausgeber der British poets, einer Serie, die in 150 Bänden erschien. Child brachte fünf Bände mit Gedichten von Edmund Spenser sowie die Observations on the language of Chaucer heraus, in der er sich mit Geoffrey Chaucers Canterbury Tales befasste. Child wurde im Jahr 1876 schließlich erster Harvard-Professor für Englisch und widmete sich anschließend der Lehre und dem Studium der Literatur. Er brachte als Professor vielen seiner Studenten diese Dichter sowie William Shakespeare und die Romantiker näher.
1860 heiratete er Elizabeth Ellery Sedgwick, mit der er drei Töchter und einen Sohn hatte.

## Sammlung englischer und schottischer Balladen
Child war mit Oliver Wendell Holmes, Henry James und William James und Charles Eliot Norton (1827–1908) befreundet. Er widmete sich viele Jahre dem Studium der traditionellen Literatur und der mündlichen Überlieferungen und der Erhaltung der Traditionen und der Volksballaden. Seine erste Sammlung dieser Volkslieder erschien in den Jahren 1857/58 in acht kleinen Bänden der Serie British Poets. Sein Ziel war jedoch eine umfassende Aufzeichnung aller bekannten englischen und schottischen Balladen sowie ihrer amerikanischen und kanadischen Varianten. Akribisch trug er Handschriften zusammen, schrieb Interpretationen und versuchte die Unstimmigkeiten in den Texten zu ergründen. Zudem musste er sich mit Sammlern wie Archibald Primrose, 5. Earl of Rosebery oder dem Geistlichen Sabine Baring-Gould arrangieren.
Für seine zweite Sammlung, die im englischsprachigen Raum als Child Ballads bekannt wurde, trug Child 305 Balladen zusammen, die in den Jahren 1882 bis 1898 in fünf Bänden (bzw. zehn Bänden in je zwei Teilbänden) veröffentlicht wurden. Darunter waren die Balladen von Lord Randall, Sir Patrick Spens sowie mehrere Variationen der Abenteuer von Robin Hood. Das Lied über Barbara Allen wurde schon seit Generationen abgedruckt und gesungen. Thomas the Rhymer oder Tam Lin hatten auch ohne schriftliche Aufzeichnungen die Jahrhunderte überdauert. Child verglich systematisch die britischen Ballade mit denen in anderen Sprachen, beispielsweise mit dänischen, serbischen oder türkischen Balladen.

## Schriften (Auswahl)
- Editor und Herausgeber: British poets. Little, Brown & Co., Boston 1856–1871 (babel.hathitrust.org).
- Observations on the language of Chaucer. (= Library of English literature. LEL 40030 = Memoirs of the American Academy of Arts and Sciences Band 8). Welsh, Bigelow, and Co., Cambridge 1862 ().
- The English and Scottish popular ballads. Houghton, Mifflin and company, Boston 1882–1898 ([Volltext Wikisource]).

Briefwechsel:
- mit William Walker: Letters on Scottish ballads from Professor Francis J. Child to W. W.. Bon-Accord Pr., Aberdeen 1930, OCLC 221231045.
- mit James Russell Lowell, M. A. De Wolfe Howe, George William Cottrell: The scholar-friends. Letters of Francis James Child and James Russell Lowell. Harvard University Press, Cambridge 1952, OCLC 230415.